# Pierre Allemane

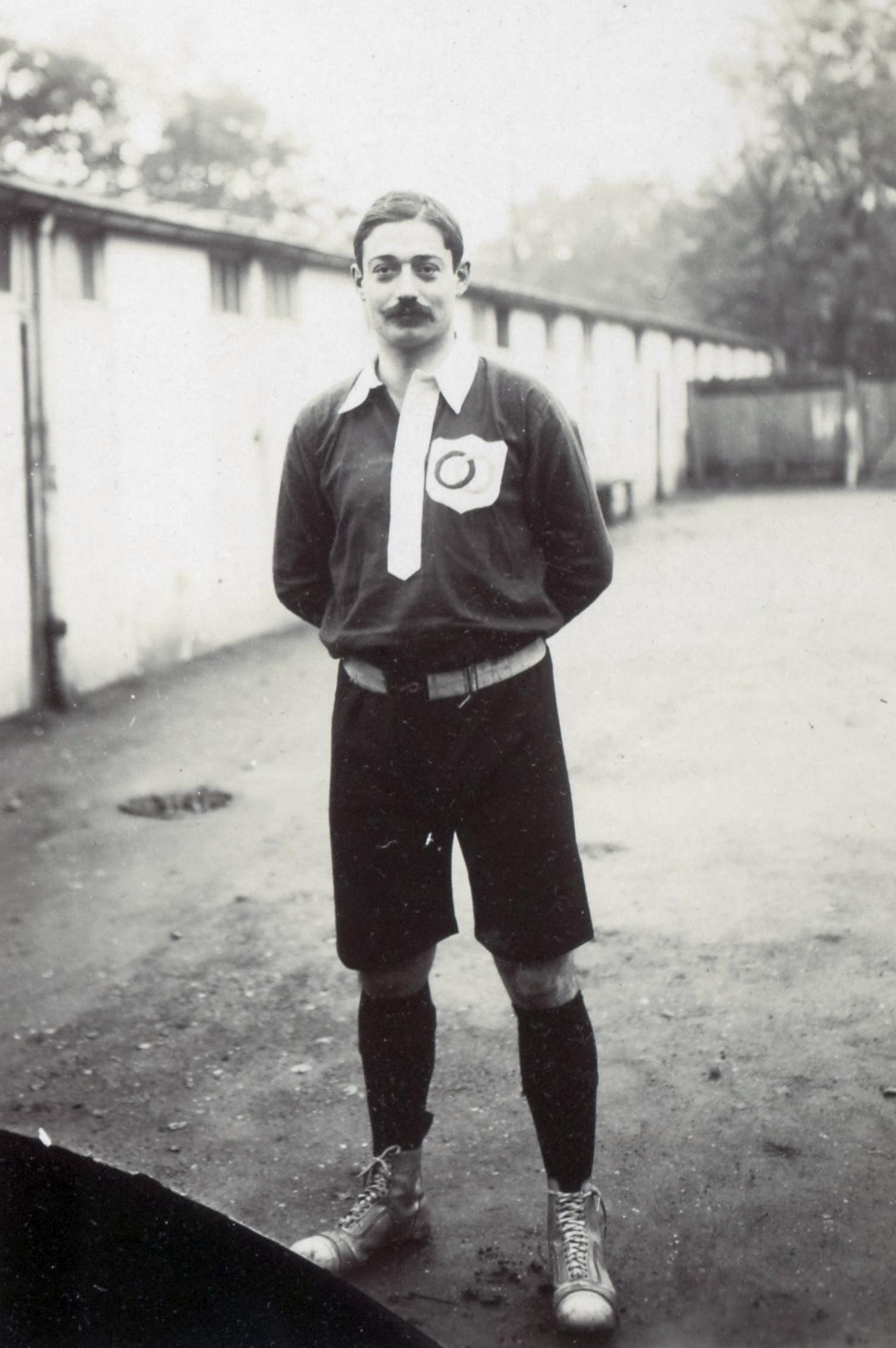
Pierre Allemane in 1906.

Pierre Allemane (Montpellier, 19 januari 1882 – Autreville (Aisne), 20 mei 1956) was een Franse voetballer die het grootste deel van zijn carrière als verdediger speelde.
Gedurende zijn carrière speelde hij voor de Franse clubs Passy (voor 1900), Club Français (1900-1902), Racing Club de France (1902-1909) en CASG Paris (1909-1914). Hij won het landskampioenschap in 1907 met RC Paris en eindigde in 1900 tweede met Club Français. Hetzelfde deed hij met Racing in 1902, 1903 en 1908.
Allemane speelde van 1900 tot 1908 zeven keer voor het nationale elftal en was de eerste aanvoerder. Hij won een zilveren medaille op de Olympische Zomerspelen van 1900.
| Logo van de Olympische Spelen | Goud | Zilver | Brons | Logo van de Olympische Spelen |
|                               | 0    | 1      | 0     |                               |